# Chissey-en-Morvan
 Chissey-en-Morvan  es una población y comuna francesa, en la región de Borgoña, departamento de Saona y Loira, en el distrito de Autun y cantón de Lucenay-l'Évêque.

## Demografía
| 510 | 475 | 439 | 367 | 343 | 281 |
| Para los censos de 1962 a 1999 la población legal corresponde a la población sin duplicidades (Fuente: INSEE [Consultar]) |     |     |     |     |     |